# Лук незаметный
Лук незаметный (лат. Allium inconspicuum) — многолетнее травянистое растение, вид рода Лук (Allium) семейства Луковые (Alliaceae).

## Распространение и экология
В природе ареал вида охватывает Тянь-Шань и Памиро-Алай (Нура-тау, низкогорья по левой стороне Зеравшана). Эндемик.
Произрастает в предгорьях, преимущественно на выходах пестроцветных пород.

## Ботаническое описание
Луковицы продолговато-яйцевидные, толщиной 0,5—1,5 см, длиной 1—3 см, по 1—4 прикреплены к косому корневищу, с бурыми сетчатыми оболочками. Стебель высотой 15—30 см, тонкий, при основании одетый гладкими или реже шероховатыми влагалищами листьев.
Листья в числе 1—2, шириной 0,5—1 мм, узколинейные, часто почти нитевидные, желобчатые, гладкие или реже шероховатые, немного короче стебля.
Зонтик пучковатый, немногоцветковый, рыхловатый. Листочки узко-колокольчатого околоцветника бледно-грязно-фиолетовые, по спинке коричнево-фиолетовые, длиной 8—11 мм, почти равные, линейно-ланцетные или продолговато-ланцетные, оттянутые, острые. Нити тычинок почти в 2 раза короче листочков околоцветника, на треть между собой и околоцветником сросшиеся, цельные, наружные треугольно-шиловидные, внутренние узко-треугольные, в 2 раза шире наружных; пыльники фиолетовые. Столбик не выдается из околоцветника.
Коробочка с почти округлыми выемчатыми створками, в 2 раза короче околоцветника.

## Таксономия
Вид Лук незаметный входит в род Лук (Allium) семейства Луковые (Alliaceae) порядка Спаржецветные (Asparagales).
|  |                                      |  |                                                             |                                                             |                   |  | ещё 24 семейства (согласно Системе APG II) | ещё 24 семейства (согласно Системе APG II) |                     |  |  |  | ещё более 870 видов |
|  |                                      |  |                                                             |                                                             |                   |  | ещё 24 семейства (согласно Системе APG II) | ещё 24 семейства (согласно Системе APG II) |                     |  |  |  | ещё более 870 видов |
|  |                                      |  |                                                             | порядок Спаржецветные                                       |                   |  |                                            |                                            | род Лук             |  |  |  |                     |
|  |                                      |  |                                                             | порядок Спаржецветные                                       |                   |  |                                            |                                            | род Лук             |  |  |  |                     |
|  | отдел Цветковые, или Покрытосеменные |  |                                                             |                                                             | семейство Луковые |  |                                            |                                            | вид Лук незаметный  |  |  |  |                     |
|  | отдел Цветковые, или Покрытосеменные |  |                                                             |                                                             | семейство Луковые |  |                                            |                                            |                     |  |  |  |                     |
|  |                                      |  | ещё 44 порядка цветковых растений (согласно Системе APG II) | ещё 44 порядка цветковых растений (согласно Системе APG II) |                   |  |                                            | ещё около 300 родов                        | ещё около 300 родов |  |  |  |                     |
|  |                                      |  |                                                             | ещё 44 порядка цветковых растений (согласно Системе APG II) |                   |  |                                            |                                            | ещё около 300 родов |  |  |  |                     |